# Tagapul-an Island
Tagapul-an Island ist eine Insel in der Provinz Samar auf den Philippinen. Sie liegt etwa 66 km vor der Nordküste der Insel Biliran, 77 km westlich von Calbayog City und 18 km östlich der Insel Masbate im westlichen Teil der zentralen Samar-See. Die Insel hat eine Fläche von circa 28,70 km² und wird von der gleichnamigen Stadtgemeinde Tagapul-an verwaltet.
Tagapul-an Island ist vulkanischen Ursprungs. Die Küstenlinie der Insel wird geprägt von flach eingeschnittenen Buchten. Die Topographie der Insel hat einen flachhügeligen Charakter und steigt im Inselzentrum bis auf über 300 Meter über dem Meeresspiegel an. Der Pflanzenwuchs der Insel besteht teilweise aus dichter, tropischer Vegetation, teilweise aber auch aus intensiv landwirtschaftlich genutzten Flächen. Eine touristische Infrastruktur existiert auf der Insel nicht.
Südöstlich der Insel liegen Karikiki Island in ca. 34 km und Santo Niño Island in 44 km Entfernung. 31 km südlich liegt Almagro Island und 57 km südlich der Insel liegt Maripipi Island. Tagapul-an Island kann über den Hafen in Cataingan erreicht werden; die Fahrt mit der Fähre dauert ca. 60 bis 90 Minuten, je nach Witterung.